# To Kill a King
To Kill a King — третий студийный альбом darkwave и трип-хоп дуэта Hungry Lucy, выпущен в 2004 году. В 2005 альбом «To Kill a King» дебютировал на 9 месте в French Alternative Charts и на радиошоу Echoes от Public Radio International.

## Об альбоме
To Kill a King записан в жанре trip hop, дарквейв и downtempo. В альбоме предоставлены 13 новых песен с участием вокалистов Kristy Venrick из Azoic и Алекс Рид ThouShaltNot. Американский релиз имеет 4 бонуса ремикса. Немецкий онлайн журнал Medienkonverter дал оценку альбому 9.5/10 и описал словами, что альбом «глубоко трогает сердце».

## Список композиций
1. High Price of Mistakes (4:10)
2. Rainfall (3:53)
3. Good Girl (3:58)
4. You Are (4:13)
5. Softly (3:28)
6. The Chase (4:34)
7. Can You Hear Me? (4:52)
8. Fool (3:16)
9. A Lifetime Remains (3:04)
10. Stars (4:32)
11. Shine (4:34)
12. To Kill a King (3:47)
13. My Beloved (4:31)
14. The Chase (F9 mix) (4:34)
15. Shine (F9 Mix) (4:52)
16. You Are (Null Device Mix) (5:13)
17. To Kill a King (Trigger10d Mix) (5:53)